# Hermeneutika náboženství
Hermeneutika náboženství je religionistická disciplína, která se snaží vyložit smysl a význam náboženství; a to jak v jeho dílčích aspektech, tak v globálnějším měřítku.  Náboženství se zde jeví jako duchovní výraz člověka.  Hermeneutická religionistika chce ukázat, rekonstruovat a interpretovat smysl a význam náboženství jako kulturně aktivní hodnoty. 

Ve formování hermeneutiky náboženství hráli důležitou roli filozofové Wilhelm Dilthey a Martin Heidegger, kteří se zasloužili o vznik klasické hermeneutiky. Za klasické představitele hermeneutiky náboženství lze označit Joachima Wacha a Mircea Eliadeho.

## Historie a představitelé
V rámci religionistiky si hermeneutika prosadila své místo až v druhé polovině 20. století (přesněji v 70. letech). 
Tato disciplína navazuje na odkaz Fredricha Schleiermachera, který v tomto směru myšlení viděl možnost výkladu náboženství na principu porozumění. Hermeneutika je pro něj umění gramatické interpretace objektivního významu textu. Neobejde se však bez psychologického porozumění autorovi a bez postižení důvodů, proč byl zkoumaný text napsán. 
Ucelenější tvar získala hermeneutika v německé historické škole – zejména díky J. K. Droysenovi, který zavádí pojmový pár Erklären (vysvětlení) a Verstehen (rozumění). Erklären hledá obecnou spojitost mezi fenoménem a obecně platnou zákonitostí, což se uplatňuje u 
přírodních věd, zatímco Verstehen usiluje o metodické pojetí jednotlivého v jemu vlastním smyslu a významu, což uplatňují historické vědy, které chápou jednotlivosti v celku a celek chápou z jednotlivostí  (zde je již náznak problému, který byl později označen jako „hermeneutický kruh“ rozumění).
Hermeneutickou problematiku dále rozvíjí Wilhelm Dilthey, který znovu otevírá problém duchovních věd na filosofických základech. Jeho rozlišení přírodních a duchovních věd má několik etap. Vychází z pozice rozumějící psychologie (verstehende Psychologie) a zavádí nové termíny – prožívání (Erleben) a znovuprožívání (Nacherleben). Člověk rozumí historickým jevům tím, že se s nimi identifikuje, vciťuje se do nich, může je (znovu-)prožívat. Hermeneutický proces rozumění podle něj tedy předpokládá prožívání, které dovoluje, aby se rozumějící subjekt přenesl do smyslové prožitkové souvislosti jiných historických subjektů. 
Další posun v hermeneutice nastal díky Martinu Heideggrovi, který převedl těžiště od problému podstaty bytí k problematice smyslu bytí. Rozumění (verstehen) nechápal ani jako vcítění ani jako vědění jak uchopit smysl historických jevů, ale jako porozumění smyslu vlastního bytí. Porozumění vlastní existenci je podstatné pro porozumění vůbec. Heidegger se vrací k problematice hermeneutického kruhu a říká že každý výklad se pohybuje v prostoru vymezeném předchozím porozuměním – výklad tedy předpokládá předchozí porozumění jako podmínku své možnosti.
Vrcholu dosáhla filosofická hermeneutika díky Hans-Georgu Gadamerovi. Ten se rovněž domnívá že celku můžeme porozumět z jednotlivostí a jednotlivostem z celku, ale vychází z předpokladu, že plnému smyslu můžeme porozumět ne identifikací s ním, nýbrž nastolením určitého odstupu. Při rozumění dochází k jevu, který nazývá splývání horizontů. Aby k porozumění došlo, musejí se střetávat a spojit různé světy – člověk do sebe musí zahrnout i horizonty cizí, jiné, diferentní. Horizonty poté splynou do jednoho horizontu rozumění a dochází také k sebeporozumění. Smysl se podle něj projevuje působením slova či události v dějinách – tím že se projevuje se také interpretuje a zpětně se projevuje v interpretaci. 
Další badatelé aplikovali hermeneutické metody na interpretaci smyslu a významu náboženství – jsou jimi Joachim Wach, Jacques Waardenburg a Mircea Eliade.